# خنده طولانی (فیلم)
خنده طولانی (به تامیلی: Attahasam) و (به انگلیسی: Long Laugh) فیلمی هندی محصول سال ۲۰۰۴ و به کارگردانی ساران است. در این فیلم بازیگرانی همچون آجیت کومار، پوجا اوماشانکار، بابو آنتونی، کاروناس و کوچین هانیفا ایفای نقش کرده‌اند.